# Ia de Persia
Ia o Violeta (f. Persia, 362) fue una mártir de la persecución organizada por Shapur II.
Ia era de la ciudad de Vizada. En 362, el Shahanshah Shapur II, junto con sus tropas, invadió el territorio del Imperio Romano, destruyó la fortaleza Bet-Zabdai. Shapur II llevó consigo a 9000 prisioneros a Juzestán, entre los que se encontraba Ia. Fue entregada al clero zoroástrico (mobeds), que intentaron sin éxito obligara Ia a renunciar a Cristo. Habiendo logrado convertir a varias mujeres persas, Ia «será sometida a un trato especial»: fue encarcelada y obligada a pasar hambre durante un año. Después de eso, la sacaron de la prisión y la golpearon con palos nudosos. Una vez más, Ia fue encarcelada durante quince meses. Después del encarcelamiento, su cuerpo fue atado con cuerdas tan apretadas que los huesos se rompieron; también la golpearon con cinturones y al final le cortaron la cabeza.
Su fiesta litúrgica se celebra el 4 de agosto en la Iglesia católica y el 11 de septiembre en la Iglesia ortodoxa.